# Bogumił Brzeziński (prawnik)
Bogumił Brzeziński (ur. 9 października 1948 w Elblągu) – polski prawnik, specjalizujący się w prawie finansowym i prawie podatkowym.

## Życiorys
Urodził się w rodzinie kolejarskiej Franciszka i Ireny z domu Wilewskiej. W 1967 roku ukończył Technikum Ekonomiczne w Elblągu i podjął pracę na PKP. Odbył służbę wojskową w oddziale saperów. W 1970 r. rozpoczął studia prawnicze na Uniwersytecie Mikołaja Kopernika w Toruniu. Studia ukończył w 1974 roku i podjął pracę na stanowisku asystenta stażysty w Zakładzie Prawa Finansowego Wydziału Prawa i Administracji UMK. W latach 1975–1977 odbywał aplikację sądową, zakończoną egzaminem sędziowskim, a 1978 roku zdał egzamin radcowski.
W 1979 roku zdobył stopień doktora nauk prawnych, tematem jego rozprawy doktorskiej była Rola Sejmowej Komisji Planu Gospodarczego, Budżetu i Finansów w procesie budżetowym, a promotorem Jan Głuchowski. Stopień doktora habilitowanego uzyskał na UMK w 1989 roku, na podstawie rozprawy Kompetencje prawotwórcze rad narodowych w dziedzinie podatków i opłat. Tytuł profesora otrzymał w 1997 roku.
W latach 1990–1996 pełnił funkcję prodziekana Wydziału Prawa i Administracji UMK. Od 1992 roku jest kierownikiem Katedry Prawa Finansów Publicznych UMK. Od 1994 roku pracuje też w Katedrze Prawa Finansowego Uniwersytetu Jagiellońskiego, od 1998 roku jest jej kierownikiem. W latach 2003–2004 pracował na stanowisku profesora nadzwyczajnego na Uniwersytecie Warmińsko-Mazurskim w Olsztynie.
Był ekspertem sejmu i senatu oraz Trybunału Konstytucyjnego w sprawach legislacji podatkowej. Członek zespołu problemowego Rady Legislacyjnej przy Prezesie Rady Ministrów VI kadencji, a w latach 1991–1999 powołanej przez ministra sprawiedliwości Komisji Reformy Prawa Karnego – Zespołu ds. Prawa Karnego Skarbowego. Był również członkiem Społecznej Rady Skarbowości przy Ministrze Finansów oraz Państwowej Komisji Egzaminacyjnej do spraw doradztwa podatkowego trzech pierwszych jej kadencji. Członek Sekcji I - Nauk Humanistycznych i Społecznych Centralnej Komisja do Spraw Stopni i Tytułów. W 2015 stanął na czele Rady Konsultacyjnej Prawa Podatkowego.
Jest przewodniczącym Komitetu Redakcyjnego oraz Rady Programowej dwumiesięcznika Przegląd Orzecznictwa Podatkowego, redaktorem naczelnym Kwartalnika Prawa Podatkowego, członkiem Rady Programowej Centrum Dokumentacji i Studiów Podatkowych oraz rad programowych czasopism Prawo i Podatki oraz Monitor Podatkowy. Należy do Międzynarodowego Stowarzyszenia Podatków (IFA), Europejskiego Stowarzyszenia Profesorów Prawa Podatkowego (EATLP), oraz Towarzystwa Naukowego w Toruniu. Jest autorem ponad 500 publikacji z zakresu szeroko pojętego prawa podatkowego i finansowego.
8 listopada 2010 senat Uniwersytetu Łódzkiego przyznał mu tytuł doktora honoris causa. Odznaczony Krzyżem Kawalerskim Orderu Odrodzenia Polski (2004), Złotym Krzyżem Zasługi (1998) oraz Medalem Komisji Edukacji Narodowej. Senat Uniwersytetu Łódzkiego wyróżnił go w roku 2009 tytułem Universitatis Lodziensis Amico. Wyróżniony medalem Za Zasługi dla Wydziału Prawa i Administracji UMK, Złotą Odznaką Towarzystwa Naukowego Organizacji i Kierowania, Srebrną Odznaką Polskiego Towarzystwa Turystycznego oraz Srebrną Odznaką Akademickiego Związku Sportowego.
Brzeziński był siatkarzem AZS UMK Toruń, uzyskał także uprawnienia przewodnika PTTK.

## Publikacje
- Opodatkowanie spadków i darowizn (1986, wspólnie z Jerzym Jezierskim, ISBN 83-219-0334-7)
- Kompetencje prawotwórcze rad narodowych w dziedzinie podatków i opłat (1989, ISBN 83-231-0152-3)
- Zobowiązania podatkowe w świetle orzecznictwa sądów (1993, ISBN 83-85709-21-5)
- Zarys prawa finansów publicznych (1995, ISBN 83-85709-57-6)
- Anglosaskie doktryny orzecznicze dotyczące unikania opodatkowania (1996, ISBN 83-231-0774-2)
- Harmonizacja prawa podatkowego Unii Europejskiej i Polski  (1998, współautor, ISBN 83-208-1124-4)
- Podstawy wykładni prawa podatkowego (2008, ISBN 978-83-7426-446-4)
- Wprowadzenie do prawa podatkowego (2008, ISBN 83-7285-372-X)
- Prawo podatkowe: teoria, instytucje, funkcjonowanie (2009, redakcja pracy zbiorowej, ISBN 978-83-7285-466-7)